# Варни (деревня)
Варни — деревня в Дебёсском районе Удмуртской республики.

## География
Находится в восточной части Удмуртии на расстоянии приблизительно 2 км на северо-запад по прямой от районного центра села Дебёссы.

## История
Известна с 1646 года как починок с 2 дворами. С 1678 по 1711 деревня Варниевская, в 1717 (деревня Варни) — 15 дворов, в 1802 — 23, в 1873 — 44, в 1905 — 69, в 1920 — 72 (удмуртских — 55, русских — 17), в 1924 — 74. До 2021 года входила в состав Тольенского сельского поселения.

## Население
Постоянное население составляло 47 человек (1717), 85 мужчин (1802), 363 (1873), 528 (1905), 492 (1924), 236 человек в 2002 году (удмурты 94 %), 222 в 2012.